# Nikol Schattenstein
Nicol Schattenstein (auch Nicolaus, Nikolaus oder Nikol; * 16. August 1877 in Ponjemon bei Kowno, Litauen; † 1954 in den USA) war ein russischer Gesellschaftsmaler, der in Wien und New York lebte und arbeitete.

## Leben

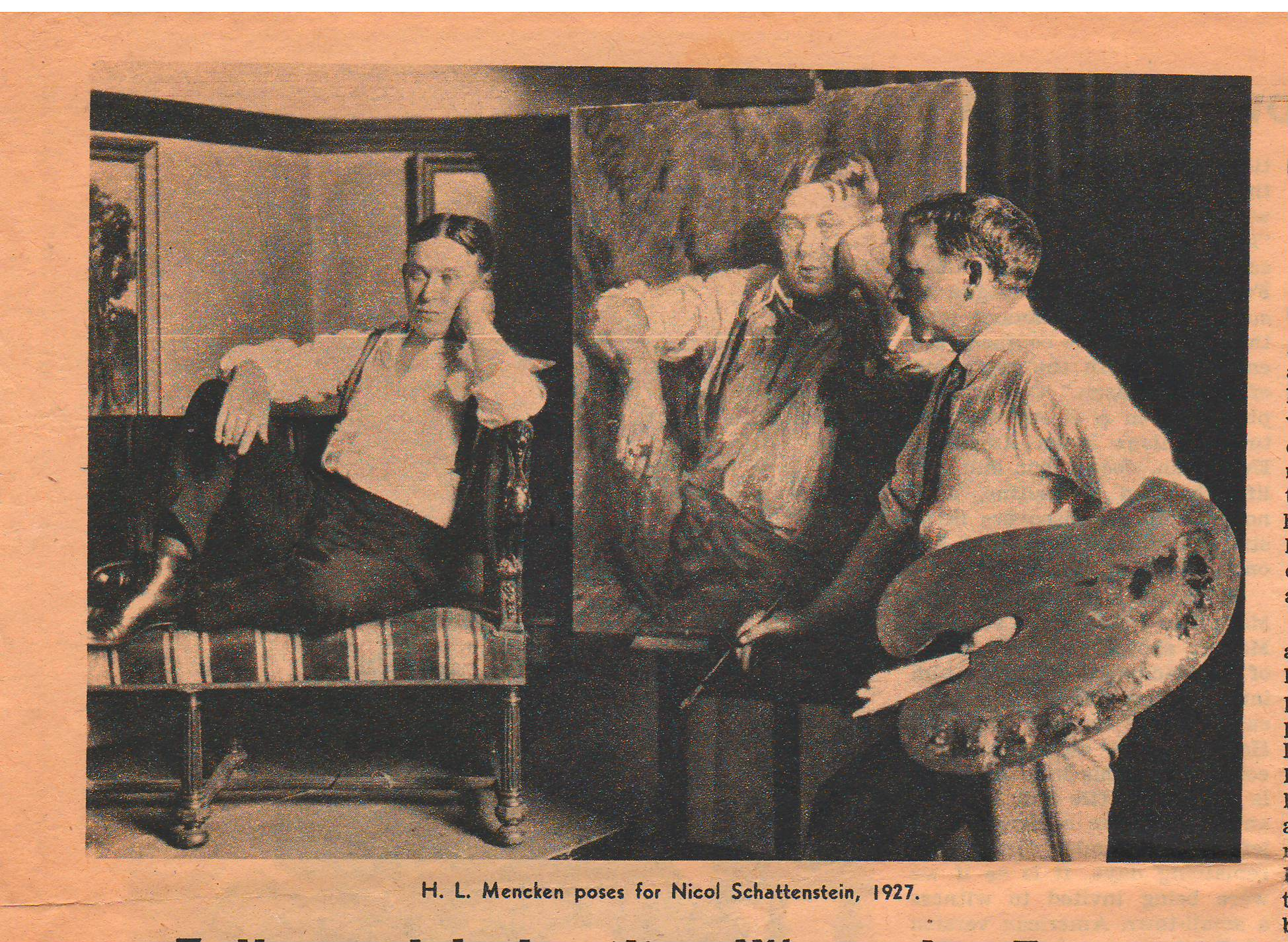
H. L. Mencken sitzt für Nikol Schattenstein Porträt, 1927

Schattenstein stammte aus Ponjemon bei Kowno im heutigen Litauen. 1893 erhielt er Privatunterricht in Vilnius, ging dann nach Wien, wo er von 1893 bis zum Sommersemester 1902 an der Akademie der Bildenden Künste bei August Eisenmenger und Kasimierz Pochwalski studierte. Danach machte er sich vor allem als Porträtmaler einen Namen, wobei er stets im Künstlerhaus und an vielen Ausstellungen teilnahm. Im Künstlerhaus war er auch „Delegierter in das Komitee der Künstlervorsorge“. Er schuf in Wien z. B. Porträts von Raoul Auernheimer, dessen Frau Irene und von Conrad von Hötzendorf.
1906 beteiligte er sich an der Großen Kunstausstellung in Berlin und erhielt den Michael Beer-Preis des Senats der Akademie der Bildenden Künste Berlin. Bereits 1903/04 hatte er das Michael Beer-Stipendium bekommen, woraufhin er sich länger in Rom aufhielt, es stand ihm ein Atelier in der Künstlerkolonie Villa Strohl-Fern zur Verfügung. 1912 stellte er in den internationalen Sälen im Zentralpavillon der Biennale von Venedig aus.
Zu Beginn des Ersten Weltkriegs wurde er in das Kriegspressequartier einberufen; nach dem Krieg wurde er für das Gemälde „Friedensverhandlung von Brest-Litowsk“ beauftragt, wo er auch Leo Trotzki porträtierte. Noch 1917 wurde er vom Kaiser für „vorzügliche künstlerische Leistungen“ im Kriegspressequartier ausgezeichnet. Nach Kriegsende ging er nach New York und ließ sich dort dauerhaft nieder. Aufgrund zahlreicher Bildnisse gesellschaftlich hochstehender Personen wie der Familie Vanderbilt sowie von Stars wie der Bühnen- und Filmschauspielerin Helen Hayes, feierte er in Amerika große Erfolge als Porträtmaler.
Obwohl er ein breites motivisches Spektrum beherrschte und auch Genreporträts und -bilder mit ungewöhnlichen Titeln wie z. B. Habemus Papam oder römischer Frühling schuf, galt er in Österreich als konventioneller Salonmaler. Während ihm in amerikanischen Ausstellungsbesprechungen hohes Lob zuteilwurde, waren einheimische Rezensionen tendenziell verhalten, z. B. 1904 anlässlich der Künstlerhausausstellung: „Die Motive sind gewählt, das Streben nach Vereinfachung sichtlich. Ein Gestalter ist Schattenstein noch nicht.“ In Wien wurde er zudem von Karl Kraus negativ konnotiert – in einer Widmung für Oskar Kokoschka wählte dieser 1916 Nikolaus Schattenstein als negativen Antipoden: „[…] Wie anders Schattenstein. Der malt am Kleide.“ Er galt als der von Kaiser Franz Joseph gelobte, von Kraus verspottete russisch-amerikanische Maler. In den 1930er Jahren wurde auch Schattensteins jüdische Herkunft betont.